# Список святых, канонизированных папой римским Львом XIV
Список святых, канонизированных римским папой Львом XIV во время его понтификата с 2025 года.